# Ecnomina rostrata
Ecnomina rostrata là một loài Trichoptera trong họ Ecnomidae. Chúng phân bố ở miền Australasia.